# Armeria pubigera
Armeria pubigera är en triftväxtart som först beskrevs av René Louiche Desfontaines, och fick sitt nu gällande namn av Pierre Edmond Boissier. Armeria pubigera ingår i släktet triftar, och familjen triftväxter. Inga underarter finns listade i Catalogue of Life.

## Bildgalleri

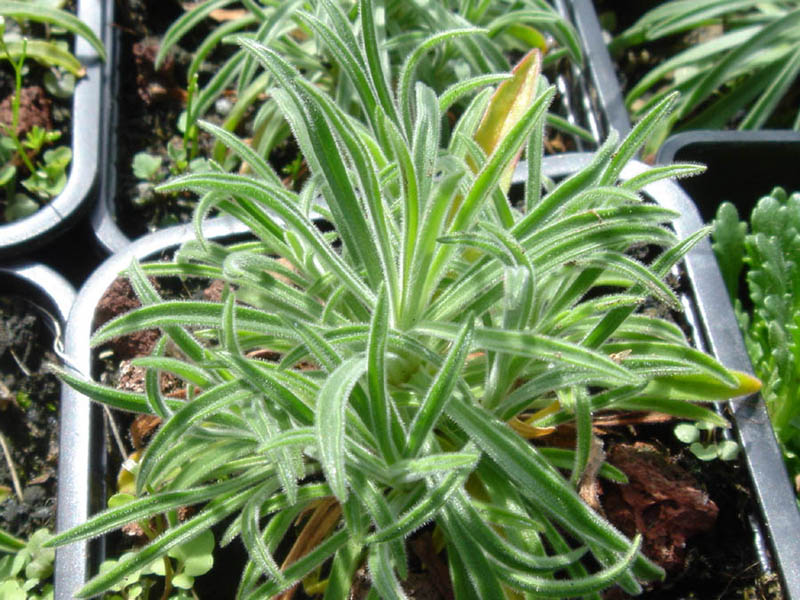
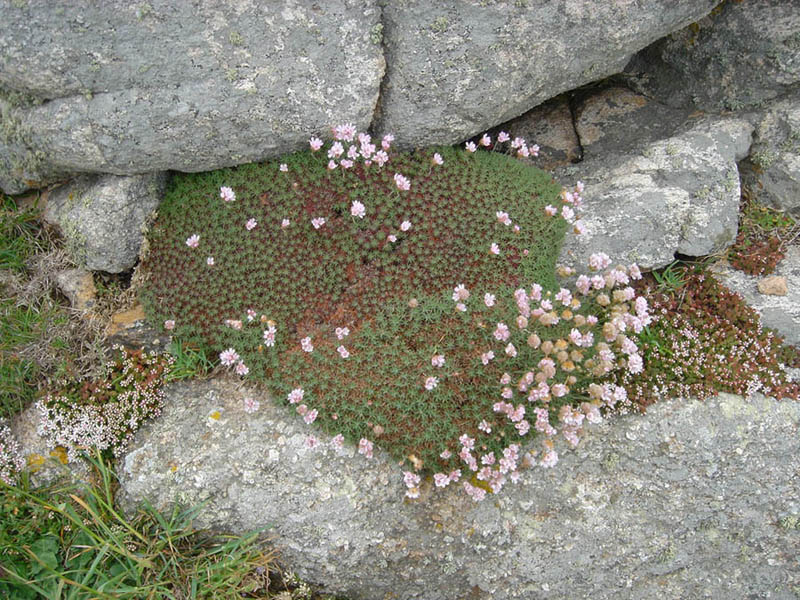
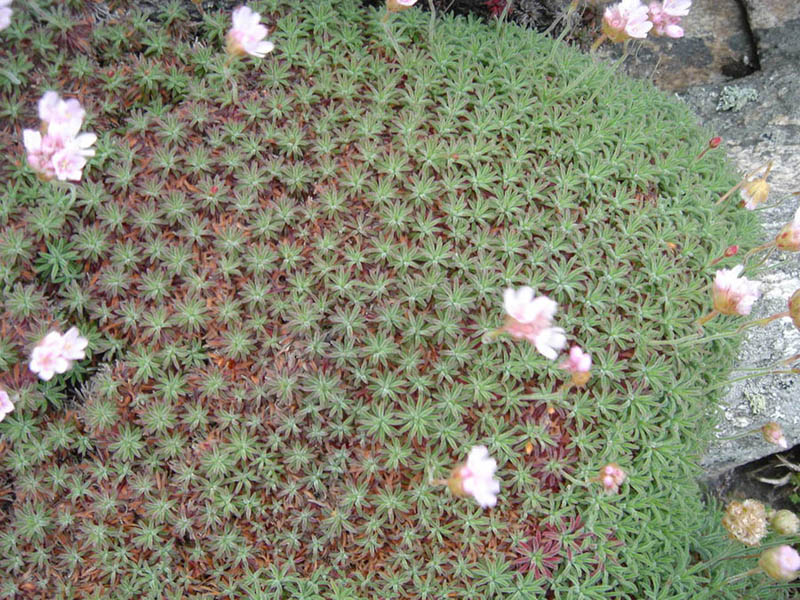
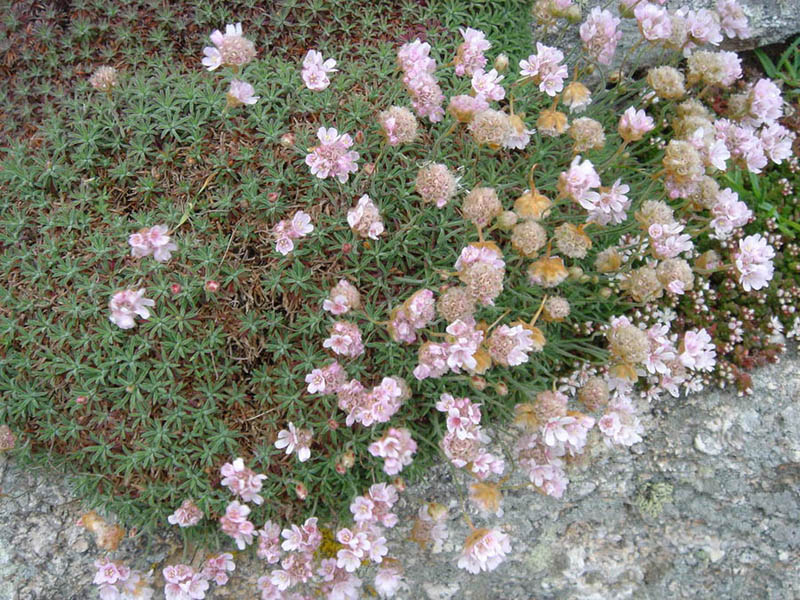
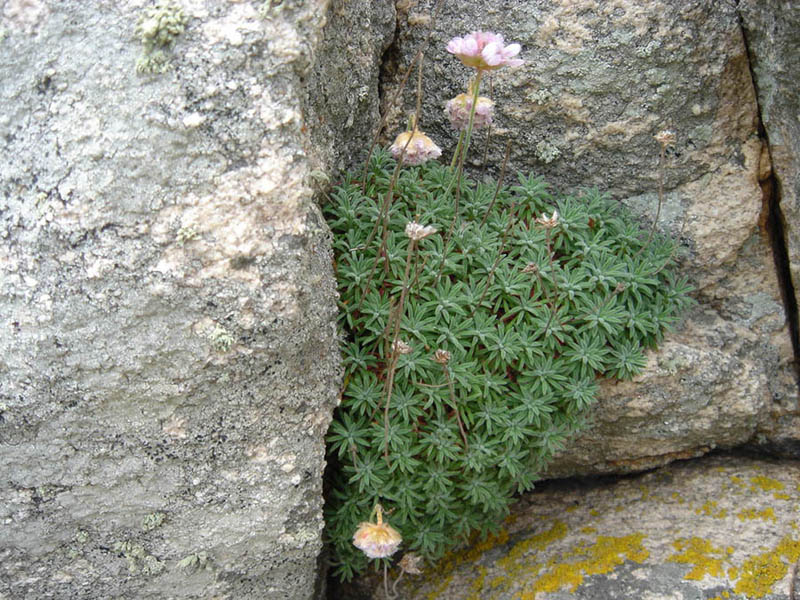
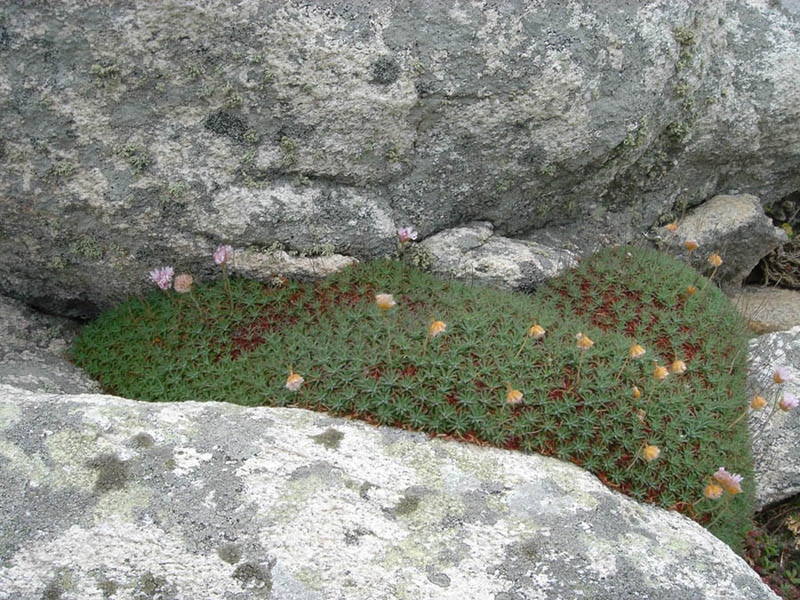